# 天池湖
天池湖是一个位于中国四川省广安市的淡水湖，面积约为2.26平方千米，属于云贵高原区。它的一级流域为长江流域，二级流域为长江干流水系。